# Fontenelles
Fontenelles era una comuna francesa que estaba situada en el departamento de Valle del Oise, de la región de Isla de Francia, que en 1838 pasó a formar parte de la comuna de Nesles-la-Vallée.

## Demografía
| Gráfica de evolución demográfica de Fontenelles entre 1793 y 1836 |
|                                                                   |

Los datos demográficos contemplados en este gráfico se han cogido de la página francesa EHESS/Cassini.